# Roman Kopytko
Roman Kopytko – polski językoznawca, dr hab. nauk humanistycznych, profesor i kierownik Zakładu Pragmatyki Języka Angielskiego Wydziału Anglistyki Uniwersytetu im. Adama Mickiewicza w Poznaniu.

## Życiorys
W 1974 ukończył studia z zakresu filologii angielskiej na Uniwersytecie im. Adama Mickiewicza, 26 września 1994 habilitował się na podstawie pracy zatytułowanej Polite discourse in W. Shakespeare's English. 30 czerwca 2003 uzyskał tytuł profesora nauk humanistycznych. Został zatrudniony na stanowisku profesora zwyczajnego w Wyższej Szkole Języków Obcych im. Samuela Bogumiła Lindego w Poznaniu i w Instytucie Filologii Angielskiej na Wydziale Neofilologii Uniwersytetu im. Adama Mickiewicza.
Jest profesorem i kierownikiem Zakładu Pragmatyki Języka Angielskiego Wydziału Anglistyki Uniwersytetu im. Adama Mickiewicza w Poznaniu.